# Flamen

Flagge der Flamen und Flanderns

Rot hervorgehoben ist die Flämische Region in Belgien (schraffiert ist die zweisprachige Region Brüssel-Hauptstadt).

Als Flamen (niederländisch Vlamingen, französisch Flamands) bezeichnen sich die niederländischsprachigen Einwohner der belgischen Region Flandern und ein Teil der niederländischsprachigen Einwohner der Region Brüssel-Hauptstadt. Flamen machen knapp 60 Prozent aller Belgier aus. Oftmals sind mit dem Begriff Flamen sämtliche niederländischsprachigen Einwohner Belgiens gemeint, auch wenn sich nicht alle Niederländisch sprechenden Brüsseler als Flamen verstehen.
Historisch gesehen bezieht sich Flandern und Flamen nur auf die Provinzen Westflandern und Ostflandern beziehungsweise auf die ehemalige Grafschaft Flandern, also den westlichen Teil der heutigen Region Flandern.
Auch im äußersten Norden Frankreichs, im Arrondissement Dunkerque, dem Nordteil von Französisch-Flandern, leben Flamen, obwohl hier zumeist nur noch die älteren „Süd-“ oder auch „Westhoekflamen“ ihre flämischen Mundarten sprechen, während die jüngeren Bewohner zunehmend ausschließlich die französische Amtssprache verwenden, trotz der Nähe zu Belgisch-Flandern. Allerdings ist das flämische Bewusstsein trotz Sprachwandels noch nicht verloren gegangen. Die ungefähr 200.000 Menschen sehen sich denn zum Teil auch nicht als Franzosen, sondern als „Flamen“ mit französischer Staatsangehörigkeit. In den Schulen, wo nach wie vor die französische Amtssprache gilt, wird Niederländisch als Wahlfach angeboten. Für die sogenannten „flämischen Franzosen“ hat es wirtschaftliche Vorteile, sich auf Niederländisch verständigen zu können, insbesondere bei der Arbeitssuche in Belgien.
Die meisten Flamen sprechen neben ihrer flämischen Mundart beziehungsweise ihrer niederländischen Muttersprache mindestens eine weitere Sprache wie Englisch, Deutsch oder Französisch.

Im 12. und 13. Jahrhundert wanderten viele Flamen innerhalb des Heiligen Römischen Reiches aus und siedelten in neu erschlossenen Gebieten östlich der Elbe, wovon vor allem der Name der Region Fläming zeugt.